# Hôtel de Gaillard d'Agoult
Pour les articles homonymes, voir Gaillard.
L'hôtel de Gaillard d'Agoult, aussi appelé hôtel de Lavison, est un hôtel particulier situé au no 24 de la Place des Martyrs de la Résistance, à Aix-en-Provence dans le département français des Bouches-du-Rhône et la région Provence-Alpes-Côte d'Azur. Il est situé en face de l'hôtel de Châteaurenard, de l'hôtel Boyer de Fonscolombe, à quelques mètres de l'entrée du Palais de l'archévêché et en face de la fontaine d'Espéluque.

## Historique
Le bâtiment fut construit en 1780 pour Louis Gaillard d'Agoult. Il a appartenu par la suite à la famille Lavison.
Il accueille à présent le siège de l'association des Amis du Festival d'Aix-en-Provence.

## Architecture
Deux lourdes consoles supportent un balcon en ferronnerie courant tout le long des deux façades nord et ouest du premier étage.
La porte principale est en noyer sobrement moulurée, avec des impostes en ferronnerie de style Louis XVI.